# Drewniane kościoły w słowackich Karpatach
Drewniane kościoły w słowackich Karpatach – zespół zabytkowych świątyń słowackiej architektury drewnianej, wpisanych na listę światowego dziedzictwa UNESCO 8 lipca 2008 r.

## Drewniane świątynie wpisane na listę UNESCO
Spośród 61 drewnianych budowli sakralnych na liście znalazły się 2 kościoły rzymskokatolickie, 3 świątynie protestanckie oraz 3 cerkwie greckokatolickie:

### Hervartov
|  | Kościół rzymskokatolicki pw. św. Franciszka z Asyżu z 1500 r. | K | 2008 |

### Twardoszyn
|  | Kościół rzymskokatolicki pw. Wszystkich Świętych z II połowy XV w. | K | 2008 |

### Kieżmark
|  | Protestancki kościół artykularny z 1717 r. | K | 2008 |

### Leštiny
|  | Protestancki kościół artykularny z 1689 | K | 2008 |

### Hronsek
|  | Protestancki kościół artykularny z 1725 r. wraz z barokową dzwonnicą | K | 2008 |

### Bodružal
|  | Cerkiew greckokatolicka pw. św. Mikołaja z 1658 r. | K | 2008 |

### Ladomirová
|  | Cerkiew greckokatolicka św. Michała Archanioła z 1742 r. | K | 2008 |

### Ruská Bystrá
|  | Cerkiew greckokatolicka Przeniesienia relikwii św. Mikołaja z 1730 r. | K | 2008 |